# Kankou Coulibaly (1990)
Pour les articles homonymes, voir Kankou Coulibaly et Coulibaly.
 Kankou Coulibaly est une joueuse malienne de basket-ball née le 11 avril 1990 à Bamako.

## Biographie
En 2016-2017, elle joue dans le championnat sénégalais avec Dakar  .
En 2018-2019, elle joue avec le club portugais de Quinta dos Lombos avec lequel elle remporte la Coupe du Portugal (meilleure joueuse  de la finale avec 20 points et 11 rebonds), mais qui échoue en finale du championnat face à Ponta Delgada. En 2018-2019, elle S'engage avec le club portugais d'Uniao Sportiva Ponta Delgada (14,2 points et 9,8 rebonds en 30 minutes en 27 rencontres) qui atteint les demi-finales des playoffs.
En avril 2019, elle signe pour le club de Saint-Amand en LFB. Elle réussit une saison correcte avec 8 points à 39,1% de réussite aux tirs (43% à 2-points, 28% à 3-points), 5,6 rebonds et 0,8 passe décisive pour une évaluation moyenne de 8,6 en 23,6 minutes de jeu puis signe pour la saison 2020-2021 en Ligue 2 avec le club d'Angers, qui ambitionne l'accession en LFB. Après une belle saison à Angers, elle est recrutée pour 2021-2022 par l'équipe LFB de Charnay. Le 7 janvier 2023, d'après le site bebasket.fr alors qu'elle évolue toujours pour Charnay, elle est victime d’une rupture du tendon d’Achille ainsi que des ligaments croisés.
En 2024, elle est recrutée à l'USBDA61, pour la saison 2024/2025.
Avec l'équipe nationale du Mali, elle participe à plusieurs compétitions de jeunes, remportant le championnat d'Afrique U18 en 2008, qui qualifie le Mali pour le championnat du monde U19 de 2009 où le Mali se classe 14e, après l'édition 2007 où elle avait déjà participé pour une 15e place. En 2013, elle dispute le championnat d'Afrique (9,1 points 2,4 rebonds) avec l'équipe senior qui obtient une 5e place, puis cette même place en 2015 (12,0 points 4,6 rebonds) et enfin la médaille de bronze en 2017 (6,5 points 7,0 rebonds).

## Palmarès
- Coupe du Portugal 2018

### En sélection nationale
- Médaille d'argent au championnat d'Afrique 2021 au Cameroun
- Médaille de bronze au championnat d'Afrique 2017 au Mali[8].
- Médaille de bronze au championnat d'Afrique 2023 au Rwanda
- Médaille de bronze au championnat d'Afrique 2019 au Sénégal